# Diócesis de Sultanpet
La diócesis de Sultanpet (en latín: Dioecesis Sultanpetensis y en inglés: Roman Catholic Diocese of Sultanpet) es una circunscripción eclesiástica de la Iglesia católica en India. Se trata de una diócesis latina, sufragánea de la arquidiócesis de Calicut. Desde el 28 de diciembre de 2013 su obispo es Peter Abir Antonisamy.

## Territorio y organización
La diócesis tiene 4482 km² y extiende su jurisdicción sobre los fieles católicos de rito latino residentes en el distrito de Palakkad en el estado de Kerala.
La sede de la diócesis se encuentra en el barrio de Sultanpet de la ciudad de Palakkad, en donde se halla la Catedral de San Sebastián.
En 2020 en la diócesis existían 68 parroquias y 36 estaciones misionales agrupadas en 4 decanatos.

## Historia
La diócesis fue erigida el 28 de diciembre de 2013 mediante la bula Cum ad aeternam del papa Francisco, obteniendo el territorio de las diócesis de Coimbatore y Calicut.
Originalmente sufragánea de la arquidiócesis de Verapoly, el 12 de abril de 2025 pasó a formar parte de la nueva provincia eclesiástica de Calicut.

## Estadísticas
Según el Boletín de la Santa Sede del 12 de abril de 2025 la diócesis tenía a principios de 2025 un total de 34 518 fieles bautizados.
| Año                                                                             | Población            | Población | Población      | Sacerdotes | Sacerdotes    | Sacerdotes    | Bautizados por sacerdote | Diáconos permanentes | Religiosos | Religiosos | Parroquias |
| Año                                                                             | Bautizados católicos | Total     | % de católicos | Total      | Clero secular | Clero regular | Bautizados por sacerdote | Diáconos permanentes | Varones    | Mujeres    | Parroquias |
| ------------------------------------------------------------------------------- | -------------------- | --------- | -------------- | ---------- | ------------- | ------------- | ------------------------ | -------------------- | ---------- | ---------- | ---------- |
| 2013                                                                            | 30 975               | 4 260 435 | 0.7            | 32         | 14            | 18            | 968                      |                      | 27         | 102        | 21         |
| 2014                                                                            | 86 827               | 2 809 934 | 3.1            | 35         | 23            | 12            | 2480                     |                      | 15         | 128        | 21         |
| 2017                                                                            | 32 748               | 2 890 134 | 1.1            | 51         | 23            | 28            | 642                      |                      | 30         | 98         | 78         |
| 2020                                                                            | 34 518               | 2 935 089 | 1.2            | 52         | 21            | 31            | 663                      |                      | 33         | 98         | 68         |
| 2022                                                                            | 34 440               | 2 993 873 | 1.2            | 54         | 23            | 31            | 637                      |                      | 32         | 108        | 29         |
| 2025                                                                            | 34 782               | 2 900 000 | 1.2            | 66         | 29            | 37            | 527                      | 4                    |            | 108        | 30         |
| Fuente: Catholic-Hierarchy, que a su vez toma los datos del Anuario Pontificio. |                      |           |                |            |               |               |                          |                      |            |            |            |

Según el Boletín de la Santa Sede del 12 de abril de 2025 la diócesis tenía en ese momento 5 seminaristas mayores y 6 menores, 21 institutos de educación y 6 institutos de beneficencia.

## Episcopologio

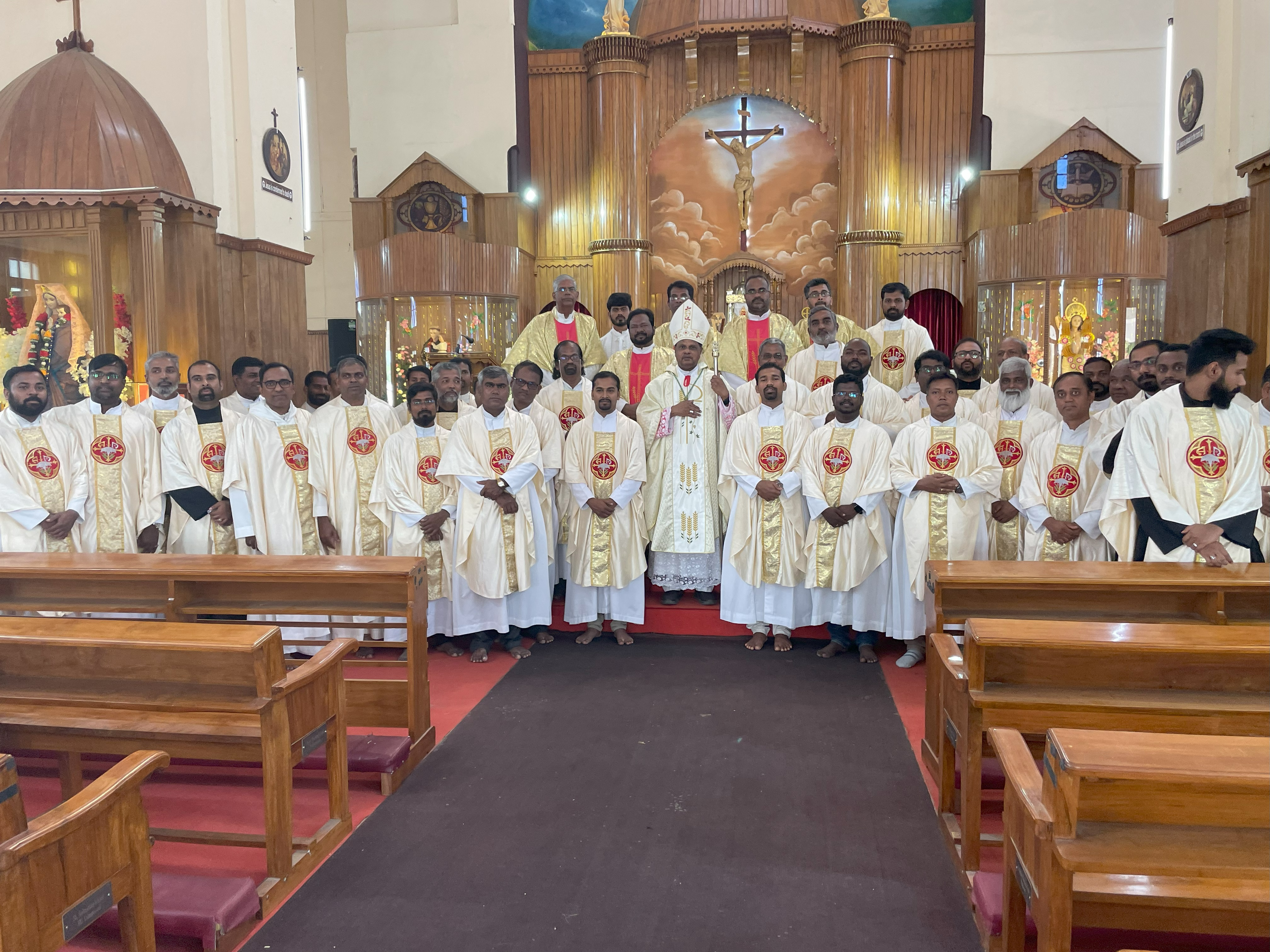
Sacerdotes de la diócesis de Sultanpet con el obispo Peter Abir Antonisamy

- Peter Abir Antonisamy, desde el 28 de diciembre de 2013